# Musikjahr 1550
Liste der Musikjahre

◄◄ | ◄ | 1546 | 1547 | 1548 | 1549 | Musikjahr 1550 | 1551 | 1552 | 1553 | 1554 | ► | ►►

Weitere Ereignisse
Dieser Artikel behandelt das Musikjahr 1550.

## Ereignisse

### Heiliges Römisches Reich

#### Hofkapelle von Kaiser Karl V.
- Thomas Crécquillon ist seit dem Jahr 1540 „maistre de la chapelle“ am Hof von Kaiser Karl V. 1550 erhält er eine Pfründe an der Kirche St. Pierre in Löwen.
- Nicolas Payen wirkt seit 1540 in der Hofkapelle von Kaiser Karl V. als clerc d’oratoire und chapelain des hautes messes.
- Jacobus Vaet, der im Sommer 1549 Mitglied der Sängerkapelle von Kaiser Karl V. wurde, wird 1550 dort in der Liste als verheirateter Tenorsänger geführt.

#### Hofkapelle der Regentin Maria von Ungarn
- Benedictus Appenzeller ist seit 1536 Sänger am habsburgischen Hof der Regentin Maria von Ungarn in Brüssel und seit 1537 Leiter der Chorknaben (maître des enfants).

#### Hochstift Lüttich
- Ludovicus Episcopius wirkt ab 19. Oktober 1545 als zangmeester an der Kollegiatkirche St. Servatius in Maastricht. Er bekommt mehrere Benefizien und wird Mitglied der Bruderschaft der Kapläne als einer der scriptores chori. Diese Stellung behält er bis ins Jahr 1566.
- Jean De Latre ist seit November 1544 in der Nachfolge von Adam Lauri succentor an der Kirche St. Martin in Lüttich. Er leitet die Kapelle der Kirche fast 20 Jahre lang mit Geschick und Erfolg. Ebenfalls seit 1544 wirkt De Latre als Kapellmeister des Lütticher Fürstbischofs Georg von Österreich, einem humanistisch gesinnten Musikfreund. Hier hat er den Nutzen wichtiger Kontakte zu anderen Künstlern wie Lambert Lombard (1506–1566) und Franciscus Florius (1516–1570) und zu weiteren wichtigen Personen im Umkreis des Bischofs.

#### Grafschaft Hennegau
- Jacobus Clemens non Papa steht ab 1. Oktober 1550 als Sänger und Komponist im Dienst der Marienbruderschaft in ’s-Hertogenbosch, allerdings nur bis zum 24. Dezember. Als Abschiedsgeschenk hinterlässt er die Motette zu sieben Stimmen er eeren anser liever vrouwen.

#### Grafschaft Flandern
- Christian Hollander ist als „Christiaen Janszone, gheseyed de Hollandere“ seit dem 1. Juni 1549 Singmeister an der Kirche St. Walburga in Oudenaarde. Diese Stellung hat er bis 1557 inne.
- Jean Richafort ist seit Juni 1548 ein zweites Mal an der Kirche St. Gilles in Brügge als Singmeister und kapelaan van den ontfancals tätig. Im Jahr 1550 wird diese Stelle an Jacob Trehout vergeben, weil Richafort kurz zuvor verstorben ist.

#### Markgrafschaft Antwerpen
- Antoine Barbé hat – nach den Akten der Kathedrale von Antwerpen – von 1527 bis 1562 die Stelle des Kapellmeisters inne.

- Tielman Susato, der 1543 in Antwerpen ein dreijähriges Druckerprivileg erhalten und hier eine Druckerei eröffnet hat, bringt in den Jahren zwischen 1543 und 1561 drei Bände mit Messkompositionen heraus, 19 Motetten- und 22 Chansonbücher, darüber hinaus eine Serie mit elf Bänden Musyck Boexken. Seine Publikationen sind in der Mehrheit Sammelbände mit Werken mehrerer Komponisten. Seit 1531 ist Susato Mitglied der Antwerpener Stadtmusikanten; er spielt die Instrumente Flöte, Blockflöte, Krummhorn, Feldtrompete und Posaune und hat vielleicht auch die abendlichen Andachten der Bruderschaft begleitet.
- Gérard de Turnhout ist seit dem Jahr 1545 Chorsänger an der Liebfrauenkirche in Antwerpen.

#### Tournai
- Nicolas Gombert ist Kanoniker in Tournai, wo er seit 1534 eine kirchliche Sinekure innehat. Sein Name erscheint nicht in der Liste der Geistlichen, die in Tournai Messen gelesen haben, und er übt wohl keine priesterlichen Funktionen mehr aus. Hier dürfte er auch Pierre de Manchicourt kennen gelernt haben.
- Pierre de Manchicourt ist seit 1545 Kapellmeister und Lehrer der Chorknaben an der Kathedrale von Tournai.

#### Vereinigte Herzogtümer Jülich-Kleve-Berg
- Martin Peudargent tritt vor 1550 als Hofkomponist in den Dienst Wilhelms V. von Jülich-Kleve-Berg. Für diesen Zeitpunkt spricht, dass Peudargent anlässlich der Geburt der ersten Tochter des Herzogs, Maria Eleonore (1550–1608), eine Motette unter dem Titel In laudem Mariae Leonorae Guilielmi Ducis Clivensis, Juliacensis, Bergen etc. Primogenitae geschrieben hat.

#### Herzogtum Preußen
- Adrianus Petit Coclico ist von 1547 bis 1550 am Hof von Herzog Albrecht von Brandenburg in Königsberg tätig, wo er in der Gehaltsliste als „musicus“ bezeichnet wird. Hier gerät er nach einiger Zeit in theologische Kontroversen und muss Königsberg wegen seiner unaufgelösten Ehe und einem neuen Verhältnis zu einer Frau 1550 verlassen.

#### Kurfürstentum Sachsen
- Wolfgang Figulus wirkt von 1549 bis 1551 als Thomaskantor der Thomasschule in Leipzig.
- Hermann Finck ist seit 1545 Student an der Universität Wittenberg. Hier wird er ab dem Jahr 1554 Gesang und Instrumentalmusik lehren.
- Nikolaus Selnecker beginnt am 29. April 1550 ein Studium an der Universität Wittenberg. Die Freundschaft seines Vaters mit Philipp Melanchthon öffnete ihm das Haus des Präzeptors.
- Antonio Scandello, der 1549 mit fünf weiteren „welschen Musikern“ von Kurfürst Moritz von Sachsen bei einer Italienreise eingestellt wurde, ist Mitglied der Dresdner Hofkapelle.

#### Erzstift Magdeburg
- Martin Agricola ist Kantor in Magdeburg.

#### Reichsstadt Nürnberg
- Adrianus Petit Coclico kommt Ende des Jahres nach Nürnberg und findet Aufnahme im Haus des Musikverlegers Johann Berg.
- Georg Forster lebt seit 1548 in Nürnberg, wo er zum Leibarzt von Abt Friedrich zu Hailsbronn ernannt wurde. In Nürnberg bleibt er 20 Jahre bis zu seinem Tod.

#### Kurpfalz
- Jobst von Brandt ist seit 1548 Hauptmann in Waldsassen (Oberpfalz) und Verwalter des dortigen Klosters sowie Pfleger von Liebenstein bei Tirschenreuth.
- Sebastian Ochsenkun ist seit 1544 Lautenmeister am kurpfälzischen Hof in Heidelberg.

#### Freiburg im Breisgau
- Glarean ist seit 1529 Professor der Poetik in Freiburg im Breisgau. Dort lehrt er bis zu seiner Emeritierung 1560 Poetik, Geschichte und Geografie.

#### Herzogtum Württemberg
- Sigmund Hemmel ist seit 1544 Tenorist in der Hofkapelle von Herzog Ulrich von Württemberg in Stuttgart.

#### Straßburg
- Wolfgang Dachstein ist seit 1541 Organist am Straßburger Münster und zugleich Musiklehrer am dortigen Gymnasium. Er fügt sich dem Augsburger Interim und bleibt dadurch in seinem Amt.
- Matthias Greitter, der 1549 unter den Bedingungen des Augsburger Interims zur katholischen Konfession zurückgekehrt ist, betreibt eine katholische Gesangsschule.

#### Erzherzogtum Österreich
- Arnold von Bruck, der seit der zweiten Jahreshälfte 1527 in Wien Kapellmeister des österreichischen Regenten Erzherzog Ferdinand (des späteren Königs und Kaisers Ferdinand I.) war, lebt ab dem Jahr 1548 nachweislich in Linz, wo er schon seit dem Jahr 1543 an der Trinitätskapelle des Linzer Doms die hochangesehene und bestdotierte Dreifaltigkeitspfründe (Beneficium Sanctae Trinitatis) besitzt; dienstliche Pflichten muss er hier nicht wahrnehmen.

#### Königreich Böhmen
- Nikolaus Herman ist Kantor und Lehrer an der Lateinschule in St. Joachimsthal. Hier arbeitet er unter anderem mit Johannes Mathesius zusammen, der dort ab 1532 als Rektor der Schule und ab 1540 als Pfarrer amtiert.

#### Alte Eidgenossenschaft
- Cosmas Alder stirbt im Winter 1550 in Bern an der Pest.
- Loys Bourgeois ist spätestens seit 1545 Kantor und Lehrer an der Kathedrale Saint-Pierre und in der städtischen Pfarrei Saint-Gervais in Genf.
- Eustorg de Beaulieu, der sich im Mai 1548 an der Universität Basel eingeschrieben hat, wirkt 1550 wieder als Musiklehrer in Biel, kehrt aber nach Basel zurück.
- Guillaume Franc ist seit 1545 Kantor an der Kathedrale und Lehrer an der Akademie in Lausanne.
- Homer Herpol, ein Schüler von Heinrich Glarean in Freiburg im Breisgau, erhält 1550 die Stelle eines Kantors an der Kirche St. Nikolaus in Freiburg (Schweiz). Zuvor hatte Heinrich Glarean in einem Schreiben vom 17. April 1550 dem späteren Propst in Freiburg im Üchtland, Simon Schibenhart, brieflich mitteilt, dass ein junger Mann mit Namen Homerus mit seinem Werk zu ihm käme; diesem Werk habe Glarean ein Nachwort angefügt.

#### Herzogtum Mailand
- Matthias Hermann Werrecore gibt aus Altersgründen im Jahr 1550 seine Stellung am Dom von Mailand auf.

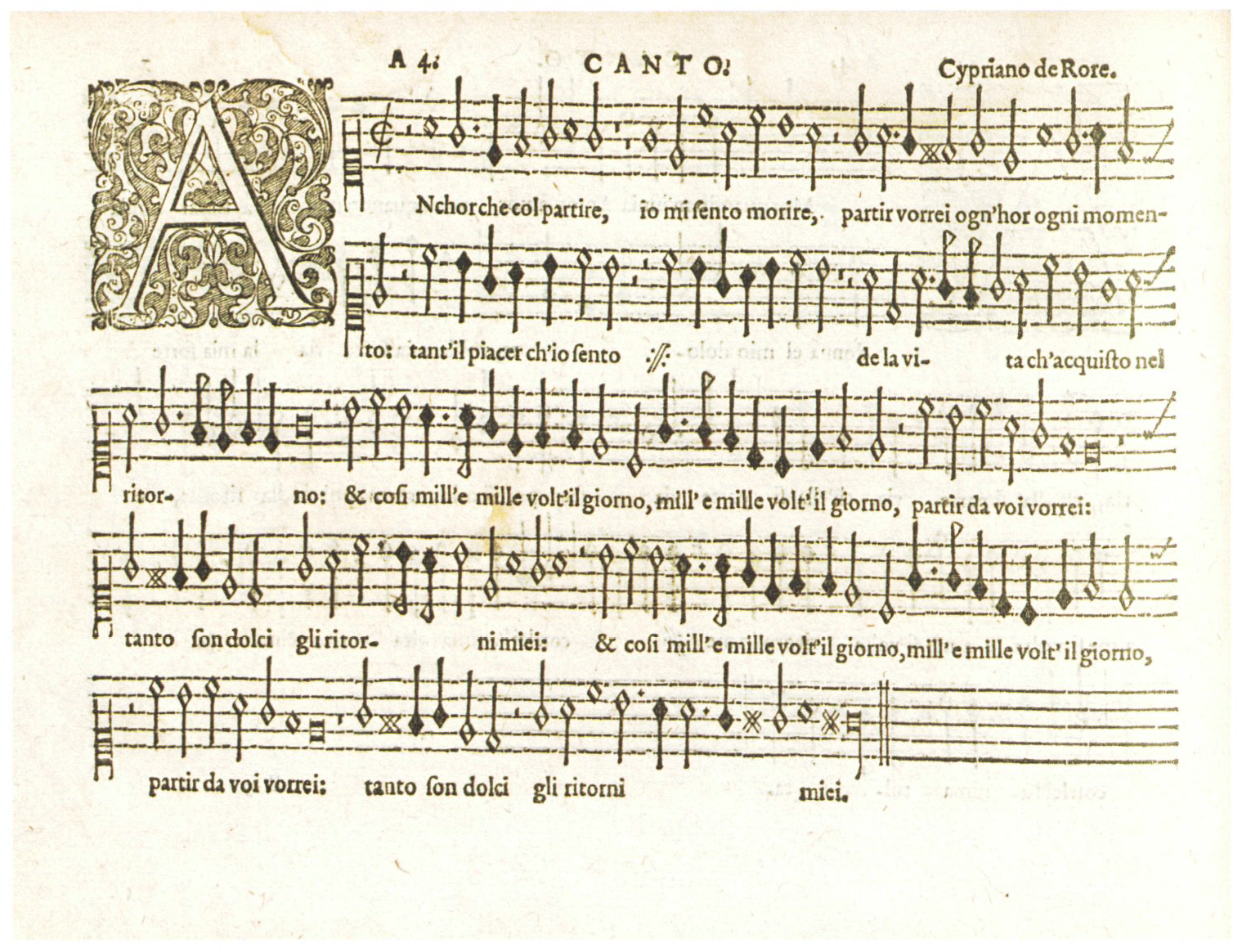
Cipriano de Rore – Anchor che col Partire (1550)

#### Herzogtum Modena und Reggio
- Cipriano de Rore, der 1546 von Herzog Ercole II. d’Este (1508–1559) als Kapellmeister an seinen Hof nach Ferrara geholt wurde, wirkt hier fast zwölf Jahre lang fast ohne Unterbrechung, nachdem Ferrara zuvor schon als herausragendes Zentrum der Künste, besonders der Musik, bekannt ist. Während dieser Zeit schreibt de Rore dort mindestens 107 Werke für die Familie d’Este sowie für Mitglieder der geistlichen und weltlichen Oberschicht Europas. Seine Werke sind größtenteils in sieben Madrigalbüchern erhalten. Von diesen sieben enthalten nur die 1542 und 1550 erschienenen Madrigalbücher ausschließlich Werke des Komponisten, die anderen fünf Bücher sind Sammeldrucke.

#### Herzogtum Toskana
- Paolo Aretino, der bis 1547 als Kantor am Dom von Arezzo gewirkt hat, ist danach bis zu seinem Tode im Jahr 1584 an Santa Maria della Pieve, ebenfalls in Arezzo, tätig.
- Francesco Corteccia steht seit dem Jahr 1539 im Dienst der Familie de’ Medici und bekleidet die Stelle des Kapellmeisters am Hofe des Herzogs Cosimo I.
- Nicolao Dorati wirkt seit 1543 in der Stadtkapelle von Lucca, zunächst als Posaunist und ab 1557 für über zwanzig Jahre als Kapellmeister.
- Matteo Rampollini steht in den Diensten der Medici in Florenz. Offenbar bleibt Rampolini sein ganzes Leben für die Medici tätig. Zwischen 1547 und 1552 lebt er anscheinend mit seinem Bruder Jacopo im Viertel Santa Croce zusammen.

### Königreich England

#### Chapel Royal von Eduard VI.
- Thomas Tallis, der 1543 zum „Gentleman of the Chapel Royal“ – also zum „Gentleman“ der Königlichen Kapelle – in London ernannt wurde, bekleidet dieses Amt in den folgenden 40 Jahren.

#### Diözese Ely
- Christopher Tye, der an der Universität Cambridge studierte und dort und in Oxford im Fach Musik promovierte, ist seit ca. 1543 Master of the Choristers an der Kathedrale von Ely und hat diese Stellung bis 1561 inne.

### Königreich Frankreich

#### Chapelle Royale von Heinrich II.
- Jacotin Le Bel ist Mitglied der Hofkapelle des französischen Königs Heinrich II.
- Pierre Sandrin ist von 1549 bis 1560 Kanonikus der Chapelle Royale.
- Claudin de Sermisy ist Mitglied der Hofkapelle. Seit dem Jahr 1533 ist der Komponist als sous-maître über alle Musiker der königlichen Kapelle tätig; die administrative Leitung hat Kardinal François de Tournon, ein enger Vertrauter des Königs. Als sous-maître leitet de Sermisy die Aufführungen der etwa 40 erwachsenen Sänger und sechs Chorknaben, welche die königliche Kapelle während der 1530er und 1540er Jahre besitzt; darüber hinaus ist er für das Wohl der Knaben verantwortlich und hat die Aufsicht über die liturgischen und musikalischen Bücher der Kapelle. Er übt dieses Amt bis etwa 1553 aus und teilt sich den Titel und die Aufgaben 1547–1553 mit Hilaire Rousseau.

#### Angers
- Clément Janequin, der seit 1534 Kapellmeister der Kathedrale von Angers war, steht seit 1549 in Paris in den Diensten des Herzogs von Guise.

#### Lyon
- Die von Henry Fresneau überlieferten Kompositionen lassen den Schluss zu, dass er seit 1538 und bis 1554 in Lyon gewirkt hat.

#### Paris
- Pierre Attaingnant, der um 1527/1528 eine Variante des Notendrucks erfunden hat, die das Drucken in einem Arbeitsgang erlaubt, veröffentlicht von 1528 bis 1552 in Paris mehr als 50 Chansonsammlungen und einige „Tanzbücher“.
- Pierre Certon wirkt seit 1529 in Paris an Notre-Dame und ist hier seit 1542 Leiter des Knabenchores.
- Claude Goudimel studiert wahrscheinlich seit 1549 und bis 1557 an der Universität Paris.

### Italienische Staaten

#### Kirchenstaat
- Giovanni Animuccia kommt nach Rom und erhält eine Anstellung bei Kardinal Guido Ascanio Sforza di Santa Fiora.
- Jakob Arcadelt, der am 28. Mai 1547 nach Rom zurückgekehrt war, ist seitdem wieder als maestro di cappella in der Capella Sistina tätig.
- Leonardo Barré, ein Schüler von Adrian Willaert in Venedig, ist seit 1537 Sänger der päpstlichen Kapelle in Rom. Diese Anstellung behält er bis 1555.
- Ghiselin Danckerts ist seit 1538 Sänger der päpstlichen Kapelle in Rom. Er wird dieses Amt bis 1565 ausüben.
- Domenico Ferrabosco, der zunächst in seiner Heimatstadt Bologna als Sänger und Kapellmeister an St. Petronio wirkte, ist seit 1546 Kapellmeister der Cappella Giulia am Petersdom in Rom.
- Giaches de Wert, der wahrscheinlich vom Grafen von Novellara und Bagnolo, Giulio Cesare Gonzaga, aufgezogen wurde, erhält seine weitere Ausbildung nach dem Tod des Grafen von dessen Neffen, Graf Alfonso I. Gonzaga, der – wie sein Onkel – hohe Ämter am päpstlichen Hof in Rom innehat. In einem Brief vom 20. August 1550 spricht Graf Alfonso I. Gonzaga von großen Fortschritten seines Schützlings.
- Jacobus de Kerle ist von 1548 bis etwa 1550 und erneut wieder ab 1555 an der Kathedrale von Orvieto als Magister capellae tätig. Ob der Komponist vor seiner Reise nach Italien schon die Priesterweihe bekam oder erst dort, ist offen. In Orvieto ist es seine Aufgabe, die Chorknaben zu unterrichten, in der Kapelle als Sänger mitzuwirken und den Dienst an der Orgel und am Glockenspiel zu versehen.
- Am 26. Februar 1550 wird Robin Mallapert der Nachfolger von François Roussel als Kapellmeister der Cappella Giulia am Petersdom in Rom.
- Giovanni Pierluigi da Palestrina hat die Verpflichtung zur täglichen Leitung des Chorgesangs bei der Feier von Messe, Vesper und Komplet in der Kathedrale San Agapito seiner Heimatstadt Palestrina. Dazu hat er sich am 28. Oktober 1544 in einen Vertrag mit den Kanonikern der Kathedrale verpflichtet. Zu seinen weiteren Aufgaben gehört auch an Festtagen die Orgel zu spielen und außerdem Kanonikern und Chorknaben musikalischen Unterricht zu geben.
- François Roussel, der möglicherweise als Sängerknabe nach Rom gelangte und seit 1544 Musiker im Gefolge des Kardinals Alessandro Farnese war, ist von 1548 bis 1550 als magister puerorum der Cappella Giulia am Petersdom tätig.

#### Markgrafschaft Montferrat
- Jachet de Mantua ist spätestens seit 1535 Magister der Kapellknaben und Kapellmeister an der Kathedrale St. Peter und Paul in Mantua. In Mantua hat er durch seine direkte Unterstellung unter den Kardinal eine Sonderstellung inne. Seine Bekanntheit beruht auch auf zahlreichen Veröffentlichungen seiner Werke, mit der Folge, dass sehr viele zeitgenössische Autoren sich in ihren Schriften mit seinem Wirken auseinandersetzen.

#### Königreich Sizilien
- Orlando di Lasso steht seit Herbst 1544 in den Diensten von Ferrante I. Gonzaga, Vizekönig von Sizilien und Feldherr von Kaiser Karl V. Im Januar 1549 vertraute Ferrante Gonzaga den jungen Lasso, bei dem der Stimmbruch eingetreten war, dem kaisertreuen Ritter Costantino Castrioto an, mit welchem er nach Neapel geht, wo er als Musiker etwa drei Jahre lang bei Giovanni Battista d’Azzia, dem Marchese della Terza, weilt. Letzterer ist ein Schwager Ferrantes und Amateurdichter.

#### Herzogtum Urbino
- Dominique Phinot ist – wie zwei Dokumente aus dem Archiv der Stadt Urbino, datiert auf den 26. März 1545 und auf den 20. November 1555, belegen – bei Herzog Guidobaldo II. von Urbino angestellt. Nachdem zwei seiner „Salmi a versi con le sue riposte“ (Psalmen), in denen die Strophen abwechselnd von Phinot und Jachet de Mantua vertont sind, in die Sammlung „Salmi vesperali“ (Venedig 1550) von Adrian Willaert aufgenommen worden sind, gibt es einen wohlbegründeten Rückschluss auf die Bekanntschaft Phinots im Kreis der venezianischen Komponisten um Willaert.

#### Republik Venedig
- Jakob Buus ist seit dem 15. Juli 1541 Organist der 2. Orgel des Markusdoms in Venedig. Im Spätherbst 1550 bekommt er vier Monate Urlaub zur Regelung persönlicher Dinge, in welchem er sich nach Wien wendet.
- Baldissera Donato ist seit 1550 als Sänger (zunächst an San Marco in Venedig) aktiv und wirkt auch in der Ausbildung der Sänger.
- Antonio Gardano, der seit 1532 in Venedig lebt und hier einen Musikverlag und eine Druckerei gegründet hat, gibt zwischen 1538 und 1569 rund 450 Publikationen, vor allem Madrigale und geistliche Musik heraus. Von den noch 388 erhaltenen Drucken sind nur zwei nicht musikalischen Inhalts. 1550 erscheint in seinem Verlag das Werk Salmi spezzadi.
- Gioseffo Guami soll sich zwischen 1550 und 1560 in Venedig aufgehalten haben und dort Schüler von Adrian Willaert und Annibale Padovano gewesen sein.
- Francesco Londariti, der 1549 als bereits berühmter Musiker Kreta verlassen hat, hat eine Anstellung als Cantore (Sänger) am Chor des Markusdoms in Venedig unter dem Kapellmeister Adrian Willaert. Aus dieser Position hat er Zugang zu Venezianer Adelskreisen, in denen Kunst, Musik und Literatur stark gefördert werden und wo er zu den angesehensten Musikern zählt.
- Francesco Patavino ist in Treviso als Kapellmeister tätig.
- Costanzo Porta, der Franziskaner war und dem Konvent in Casalmaggiore angehörte, lebt seit 1549 in Venedig und ist dort Schüler des Komponisten Adrian Willaert.
- Adrian Willaert ist seit dem 12. Dezember 1527 Domkapellmeister zu San Marco in Venedig. Der Komponist behält dieses Amt 35 Jahre lang bis zu seinem Tod; erst durch sein Wirken bekommt diese Stelle ihre in ganz Europa herausragende Bedeutung.

### Königreich Polen

#### Hofkapelle von Sigismund II. August
- Valentin Bakfark ist von 1549 bis 1566 Lautenist am Hof des polnischen Königs und Großfürsten von Litauen Sigismund II. August in Vilnius.
- Mikołaj Gomółka lebt am Hof von König Sigismund II. August von Polen. Seit 1548 ist er Schüler eines königlichen Fistulators (hervorragende Instrumentalisten des Königs) namens Jan Klaus, bei dem er 10 Jahre verbringt.
- Wacław z Szamotuł ist seit dem 6. Mai 1547 Mitglied der königlichen Kapelle von König Sigismund II. August von Polen in Vilnius.

### Spanien

#### Hofkapelle von Karl I.
- Cornelius Canis ist seit Juni 1542 Nachfolger von Thomas Crécquillon als Hofkapellmeister der Grande Chapelle von Karl I. in Madrid.
- Antonio de Cabezón unternimmt als Hoforganist Karls I. und später Philipps II. zwei Reisen quer durch Europa (von 1548 bis 1551 und von 1554 bis 1556) und lernt bedeutende Musiker anderer Höfe kennen. Dabei gibt es offensichtlich gegenseitige Beeinflussungen, so dass Cabezón einen wesentlichen Beitrag Spaniens zur Entwicklung der Musik für Tasteninstrumente leisten kann.

#### Jaen
- Francisco Guerrero, der seine erste musikalische Ausbildung als Chorknabe der Kathedrale von Sevilla von seinem älteren Bruder Pedro (* 1520) und durch Kapellmeister Pedro Fernández de Castilleja und auch Cristóbal de Morales erhielt, ist seit 1546 Kapellmeister der Kathedrale von Jaén.

#### La Seu d’Urgell
- Joan Brudieu ist seit 1548 Kapellmeister auf Lebenszeit der Kathedrale von La Seu d’Urgell. Diese Position behält er – mit Unterbrechungen – bis kurz vor seinem Tode 1591. 1550 reist er in seine Heimat, um Instrumente für seine Kapelle zu erwerben.

#### Montilla
- Juan Bermudo weilt während der Fastenzeit des Jahres 1550 in Montilla (Andalusien) und predigt im dortigen Klarissen-Kloster; der Äbtissin dieses Klosters, Isabel Pacheco, ist die im gleichen Jahr veröffentlichte Abhandlung Arte tripharia gewidmet. Bei dem Buch handelt es sich um ein Lehrbuch mit einer Einführung in den ein- und mehrstimmigen Gesang und vier Kapiteln über die instrumentale Praxis von Clavichord und Vihuela. Das Werk geht als zweiter Band in Bermudo Hauptwerk Declaratión de instrumentos musicales ein.

#### Salamanca
- Diego Pisador kehrt nach dem Tod seiner Mutter im Jahr 1550 nach Salamanca zurück. Dort wird er in einen längeren Erbschaftsprozess (1550–1553) mit seinem jüngeren Bruder verwickelt.

#### Sevilla
- Alonso Mudarra ist seit dem 18. Oktober 1546 Kanoniker an der Kathedrale von Sevilla. In dieser Stadt hat er einen bedeutenden Einfluss auf das Musikleben und bleibt dort noch 34 Jahre bis an sein Lebensende. Zu seinen Aufgaben an der Kathedrale gehört die Leitung aller musikalischen Aktivitäten. Hierzu gehören die Beauftragung von Instrumentalisten, der Kauf und die Leitung des Aufbaus einer neuen Orgel und die enge Zusammenarbeit mit Komponisten für die vielfältigen festlichen Anlässe.

## Instrumentalmusik

### Für Laute
- Marco Dall’Aquila – Ricercar: Noten und Audiodateien im International Music Score Library Project
- Verschiedene Künstler – Lautentabulaturen, D-Mbs Hss Mus.ms.266: Noten und Audiodateien im International Music Score Library Project
- Rudolf Wyssenbach – Tabulaturbuch uff die Lutten, Zürich: Noten und Audiodateien im International Music Score Library Project

### Für Orgel
- Girolamo Cavazzoni – Intabulatura d'organo cioè misse, himni, magnificat, Mailand: Noten und Audiodateien im International Music Score Library Project
  - Missa apostolorum (Cunctipotens genitor Deus): Noten und Audiodateien im International Music Score Library Project
  - Missa dominicalis (Orbis factor): Noten und Audiodateien im International Music Score Library Project
  - Missa de Beata Virgine (Cum jubilo): Noten und Audiodateien im International Music Score Library Project
  - Veni creator Spiritus
  - Exultet cœlum laudibus
  - Pange lingua gloriosi
  - Iste confessor
  - Jesu nostra redemptio
  - Jesu corona virginum
  - Deus tuorum militum
  - Hostis Herodes impie
  - Magnificat quarti toni: Noten und Audiodateien im International Music Score Library Project
  - Magnificat sexti toni: Noten und Audiodateien im International Music Score Library Project

### Für vier Instrumente
- Claude Gervaise
  - Huict bransles de Poictou: Noten und Audiodateien im International Music Score Library Project
  - Pavane & Gaillarde 'Vous qui voulez': Noten und Audiodateien im International Music Score Library Project
  - Pavane 'La Venissienne': Noten und Audiodateien im International Music Score Library Project
- Jacques Moderne (Hrsg.) – Musicque de joye, Lyon: Noten und Audiodateien im International Music Score Library Project; darin:
  - Nicolaus Benoist – Phantaisie 18: Noten und Audiodateien im International Music Score Library Project
  - Girolamo Cavazzoni – Fantasia vigesimus tertius: Noten und Audiodateien im International Music Score Library Project
  - Guillaume Colin – Fantasie, MJ 11: Noten und Audiodateien im International Music Score Library Project
  - Gabriel Coste – Fantasie, MJ 24: Noten und Audiodateien im International Music Score Library Project
  - Girolamo Parabosco
    - Fantasie duodecimus: Noten und Audiodateien im International Music Score Library Project
    - Fantasie quartusdecimus 'Da pacem domine': Noten und Audiodateien im International Music Score Library Project

  - Giulio Segni
    - Fantasie, MJ 5: Noten und Audiodateien im International Music Score Library Project
    - Fantasie, MJ 7: Noten und Audiodateien im International Music Score Library Project
    - Fantasie, MJ 9: Noten und Audiodateien im International Music Score Library Project
    - Fantasie, MJ 17: Noten und Audiodateien im International Music Score Library Project
    - Fantasie, MJ 22: Noten und Audiodateien im International Music Score Library Project
    - Ricercare, MJ 8: Noten und Audiodateien im International Music Score Library Project

  - Adrian Willaert
    - Fantasie, MJ 3: Noten und Audiodateien im International Music Score Library Project
    - Fantasie, MJ 20: Noten und Audiodateien im International Music Score Library Project
    - Fantasie, MJ 21: Noten und Audiodateien im International Music Score Library Project

### Für fünf Instrumente
- Claude Gervaise – Pavane 'Le bon vouloir': Noten und Audiodateien im International Music Score Library Project

### Für mehrere Instrumente
- Pierre Attaingnant (Hrsg.)
  - Danceries, Livre 4, Paris: Noten und Audiodateien im International Music Score Library Project
  - Danceries, Livre 5, Paris: Noten und Audiodateien im International Music Score Library Project

## Vokalmusik

### Geistlich
- Anonymous – Pro tuis beneficiis: Noten und Audiodateien im International Music Score Library Project
- Ludwig Daser – Missa super 'Un gay bergier': Noten und Audiodateien im International Music Score Library Project
- Antonio Gardano – Salmi spezzadi
- Heinrich Isaac
  - Propriumszyklen nach Choralis Constantinus I, Nürnberg: Noten und Audiodateien im International Music Score Library Project; darin:
    - Asperges me / Domine hysopo
    - De Sanctissima Trinitate (vier Teile: Introitus, Alleluja, Sequenz und Communio)
    - Dominica I. post Pentecosten (drei Teile: Introitus, Alleluja und Communio; so auch alle folgenden mit drei Teilen)
    - Dominica II. post Pentecosten (drei Teile)
    - Dominica III. post Pentecosten (drei Teile)
    - Dominica IV. post Pentecosten (drei Teile)
    - Dominica V. post Pentecosten (drei Teile)
    - Dominica VI. post Pentecosten (drei Teile)
    - Dominica VII. post Pentecosten (drei Teile)
    - Dominica VIII. post Pentecosten (drei Teile)
    - Dominica IX. post Pentecosten (drei Teile)
    - Dominica X. post Pentecosten (drei Teile)
    - Dominica XI. post Pentecosten (drei Teile)
    - Dominica XII. post Pentecosten (drei Teile)
    - Dominica XIII. post Pentecosten (drei Teile)
    - Dominica XIV. post Pentecosten (drei Teile)
    - Dominica XV. post Pentecosten (drei Teile)
    - Dominica XVI. post Pentecosten (drei Teile)
    - Dominica XVII. post Pentecosten (drei Teile)
    - Dominica XVIII. post Pentecosten (drei Teile)
    - Dominica XIX. post Pentecosten (drei Teile)
    - Dominica XX. post Pentecosten (drei Teile)
    - Dominica XXI. post Pentecosten (drei Teile)
    - Dominica XXII. post Pentecosten (drei Teile)
    - Dominica XXIII. post Pentecosten (drei Teile)
    - Dominica I. Adventus (drei Teile)
    - Dominica II. Adventus (drei Teile)
    - Dominica III. Adventus (drei Teile)
    - Dominica IV. Adventus (drei Teile)
    - Dominica infra octavam Epiphaniae (drei Teile)
    - Dominica I. post octavam Epiphaniae (drei Teile)
    - Dominica II. post octavam Epiphaniae (drei Teile)
    - Dominica in Septuagesima (drei Teile)
    - Dominica in Sexagesima (drei Teile)
    - Dominica in Quinquagesima (drei Teile)
    - In die cinerum (Aschermittwoch) (drei Teile)
    - Dominica Invocavit (drei Teile)
    - Dominica Reminiscere (drei Teile)
    - Dominica Oculi (drei Teile)
    - Dominica Laetare (drei Teile)
    - Dominica Judica (drei Teile)
    - Dominica Palmarum (drei Teile)
    - Dominica Quasimodo geniti (Introitus, Communio)
    - Dominica Misericordia Domini (drei Teile)
    - Dominica Jubilate (drei Teile)
    - Dominica Cantate (Introitus, Communio)
    - Dominica Vocem iucundidatis (drei Teile)
    - Dominica Exaudi (Introitus, Communio): Noten und Audiodateien im International Music Score Library Project

  - Introitus Dico ego opera: Noten und Audiodateien im International Music Score Library Project
  - Messe Hierusalem, quae aedificatur: Noten und Audiodateien im International Music Score Library Project
  - Motette Ideoque quod nascetur: Noten und Audiodateien im International Music Score Library Project
- John Merbecke – The Booke of Common Praier Noted, London: Noten und Audiodateien im International Music Score Library Project
- Caspar Othmayr – Motette „Sanctae Trinitatis festum“ zu vier Stimmen (um 1550; Tenorstimme fehlt)
- John Sheppard – Anthem Rejoice in the Lord: Noten und Audiodateien im International Music Score Library Project
- Hoste da Reggio – Magnificat zu vier Stimmen, Mailand (Innocentio Ciconiarus)
- Verschiedene Künstler – 106 Motets, D-Dl Mus.1-D-6: Noten und Audiodateien im International Music Score Library Project
- Adrian Willaert – Salmi spezzati, Venedig

### Weltlich
- Anonymous – Mon petit cueur zu sechs Stimmen: Noten und Audiodateien im International Music Score Library Project
- Jacob Arcadelt
  - Madrigal Ecco d'oro l'éta pregiata e bella zu vier Stimmen: Noten und Audiodateien im International Music Score Library Project
  - Madrigal Pietose rime e voi freddi sospiri zu vier Stimmen: Noten und Audiodateien im International Music Score Library Project
- Pierre Attaingnant (Hrsg.)
  - Danceries, Livre 4, Paris: Noten und Audiodateien im International Music Score Library Project
  - Danceries, Livre 5, Paris: Noten und Audiodateien im International Music Score Library Project
- Antonino Barges – erstes Buch mit Villottas zu vier Stimmen, Venedig: Antonio Gardano
- Jakob Buus – erstes Buch mit französischen Chansons zu vier Stimmen, Venedig: Girolamo Scotto
- Perissone Cambio – Madrigali a 5 voci, libro 2, Venedig: Antonio Gardano: Noten und Audiodateien im International Music Score Library Project; darin:
  - Amor m’à posto come segno a strale zu fünf Stimmen: Noten und Audiodateien im International Music Score Library Project
  - Quando nascesti, Amore? zu sieben Stimmen: Noten und Audiodateien im International Music Score Library Project
  - Scarpello si vedra di piombo zu fünf Stimmen: Noten und Audiodateien im International Music Score Library Project
- Pierre Certon – Robin couché a mesme terre zu vier Stimmen: Noten und Audiodateien im International Music Score Library Project
- Jacobus Clemens non Papa – Chanson Rossignolet qui chante au verd bois zu vier Stimmen: Noten und Audiodateien im International Music Score Library Project
- Baldissera Donato
  - Le napollitane, et alcuni madrigali zu vier Stimmen, Venedig (Girolamo Scotto)
  - Canzon Villanesche alla Napolitana zu vier Stimmen, erstes Buch, Venedig (Antonio Gardano)
- Nicolas Du Chemin
  - 25 Chansons nouvelles, Livre 5: Noten und Audiodateien im International Music Score Library Project; darin:
    - Clément Janequin: Il est permis trouver au lict s'amie: Noten und Audiodateien im International Music Score Library Project
    - Claude Goudimel: Tels menus plaidz conferment les amours: Noten und Audiodateien im International Music Score Library Project

  - 25 Chansons nouvelles, Livre 6: Noten und Audiodateien im International Music Score Library Project; darin:
    - Claude Goudimel: Puisque voulez que de vous je m'absente: Noten und Audiodateien im International Music Score Library Project
    - Claude Gervaise: Dieu doint le bon jour à m'amye: Noten und Audiodateien im International Music Score Library Project

  - 29 Chansons nouvelles, Livre 7: Noten und Audiodateien im International Music Score Library Project; darin:
    - Claude Goudimel
      - O qui aura sur mon heur advantage zu vier Stimmen: Noten und Audiodateien im International Music Score Library Project
      - Qui la vous faict tant regarder zu vier Stimmen: Noten und Audiodateien im International Music Score Library Project

    - Pierre Certon – Quand tant me mectz devant mes yeulx zu vier Stimmen: Noten und Audiodateien im International Music Score Library Project

  - 25 Chansons nouvelles, Livre 8: Noten und Audiodateien im International Music Score Library Project; darin:
    - Pierre Colin: Comment, mon cueur, es-tu donc dispensé: Noten und Audiodateien im International Music Score Library Project
    - Pierre Certon: Desja quaquette l'arondelle: Noten und Audiodateien im International Music Score Library Project
    - Laurent Bonard: J'ay tant souffert pour un plaisir avoir: Noten und Audiodateien im International Music Score Library Project
- Claude Gervaise
  - Viertes Buch mit Tänzen zu vier Instrumenten, Paris: Pierre Attaingnant
  - Fünftes Buch mit Tänzen zu vier Instrumenten, Paris: Pierre Attaingnant
- Nicolas Gombert
  - Amys souffrez zu fünf Stimmen
  - Dieu me fault il zu fünf Stimmen (auch Thomas Crécquillon zugeschrieben)
  - En douleur et tristesse zu sechs Stimmen
  - Je suis trop jeunette zu fünf Stimmen
  - Mon pensement ne gist zu vier Stimmen
  - O malheureuse journee zu fünf Stimmen
  - Raison requirt amour zu sechs Stimmen
  - Regret ennuy traveil zu fünf Stimmen (auch Thomas Crécquillon zugeschrieben)
  - Tousiours souffrir zu fünf Stimmen
  - Trop endurer zu fünf Stimmen
- Jean Guyot
  - Chanson D’amours me plains et non de vous m’amye zu acht Stimmen: Noten und Audiodateien im International Music Score Library Project
  - Chanson En lieux d’esbatz m’assault mélancolie zu sechs Stimmen: Noten und Audiodateien im International Music Score Library Project
  - Chanson Tant seulement ton amour je demande zu acht Stimmen: Noten und Audiodateien im International Music Score Library Project
  - Chanson Telle en mesdict qui pour soy la desire zu sechs Stimmen: Noten und Audiodateien im International Music Score Library Project
  - Chanson Vous perdez temps de me dire mal d’elle zu sechs Stimmen: Noten und Audiodateien im International Music Score Library Project
- Christian Hollander – Rusticus amabilem obsecrabat virginem zu vier Stimmen in (68 deutsche, französische und lateinische mehrstimmige Vokalsätze), Nürnberg, ca. 1550
- Jean Lecocq
  - Chanson Or suis je bien au pire zu sechs Stimmen (Gallus/Lecocq)
  - Chanson Pour la dame zu fünf Stimmen (Gallus)
- Jacques Moderne (Hrsg.) – Musicque de joye, Lyon: Noten und Audiodateien im International Music Score Library Project
- Cipriano de Rore – Madrigali a 4 voci, Libro 1, Ferrara: Noten und Audiodateien im International Music Score Library Project; darin:
  - Amor, ben mi credevo: Noten und Audiodateien im International Music Score Library Project

## Musiktheoretische Schriften
- Juan Bermudo – Comiença el Arte Tripharia; Ausgabe: Taller de Juan de Léon, Osuna
- Loys Bourgeois – Le droict chemin de musique: Noten und Audiodateien im International Music Score Library Project
- Heinrich Faber – Ad musicam practicam introductio, Nürnberg
- Ramamatya – Svaramelakalanidhi

## Geboren

### Geburtsdatum gesichert
- 25. Februar: Daniel Sudermann, deutscher Theologe und Kirchenlieddichter († um 1631)
- 16. Juli (getauft): Matthia Ferrabosco, italienischer Komponist († 1616)
- 31. Juli: Jacobus Gallus, Komponist und Sänger († 1591)
- 06. Dezember (getauft): Orazio Vecchi, italienischer Kapellmeister und Komponist († 1605)
- 28. Dezember: Vicente Espinel, spanischer Schriftsteller, Komponist, Musiker, Gitarrist, Priester und Übersetzer des Siglo de Oro († 1624)

### Genaues Geburtsdatum unbekannt
- Emilio de’ Cavalieri, italienischer Komponist, Organist, Diplomat, Choreograf und Tänzer († 1602)
- Thomas Mancinus, deutscher Komponist und Hofkapellmeister († um 1612)

### Geboren vor 1550
- Ippolito Baccusi, italienischer Komponist und Kapellmeister († 1609)
- Simon Lohet, franko-flämischer Komponist und Organist († 1611)
- Tiburtio Massaino, italienischer Komponist und Gründer der Salzburger Hofkapelle († nach 1608)
- Giovanni Battista Mosto, italienischer Komponist und Kapellmeister († 1596)
- Riccardo Rognoni, italienischer Komponist, Violinist und Flötist († 1620)

### Geboren um 1550
- Simon Amorosius, polnischer Komponist († nach 1604)
- Johannes Avianus, deutscher Dramatiker, Musiktheoretiker, evangelischer Pfarrer und Lehrer († 1617)
- Giovanni Battista Bovicelli, italienischer Franziskaner, Komponist, Sänger und Musiktheoretiker († um 1594)
- Pedro de Cristo, portugiesischer Mönch und Komponist († 1618)
- Wojciech Długoraj, polnischer Lautenist und Komponist († nach 1619)
- Philippe Duc, franko-flämischer Komponist († nach 1586)
- Caspar Ecchienus, norwegischer Komponist († um 1600)
- Vincenzo Gallo, sizilianischer Kapellmeister und Komponist († nach 1607)
- Johannes Herold, deutscher Kantor und Komponist († 1603)
- Krzysztof Klabon, polnischer Komponist, Lautenist und Sänger († nach 1616)
- Johann Nesenus, norwegischer Komponist († 1604)
- Antonio Patard, italienischer Trompeter und Komponist († nach 1605)
- Francesco Stivori, italienischer Organist und Kirchenkomponist († 1605)
- Joannes Tollius, franko-flämischer Komponist, Sänger und Kapellmeister († um 1625)
- Jan Trojan Turnovský, tschechischer Komponist († 1606)
- Sebastián de Vivanco, spanischer Komponist († 1622)
- Johann Woltz, deutscher Organist († 1618)

## Gestorben

### Todesdatum gesichert
- 07. November: Cosmas Alder, Schweizer Komponist (* um 1497)
- 20. Dezember: Matthias Greitter, Kantor und Komponist (* um 1495)

### Gestorben um 1550
- Jehan Daniel, französischer Organist und Komponist (* um 1480)
- Jean Richafort, franko-flämischer Komponist und Sänger (* um 1480)

### Gestorben nach 1550
- Simon Gintzler, Lautenist und Komponist (* um 1490)